# Museu de la Pagesia
El Museu de la Pagesia de Castellbisbal, al Vallès Occidental, té per objectiu conservar i difondre el patrimoni cultural local associat al món agrícola. El fons del Museu està format per eines del camp, estris casolans, fotografies i records personals, que conformen una exposició permanent que vol donar una visió panoràmica de la tradició agrícola del municipi, i per extensió de la comarca: les feines del camp i l'estructura social del món rural. L'exposició permanent es divideix en tres àmbits: les persones, la terra i el mercat i el transport. A més, el Museu organitza exposicions temporals, tallers i visites guiades, tant al mateix museu com a la resta d'elements patrimonials del municipi, com per exemple, la Torre Fossada (o de la telegrafia òptica), el Pont del Diable, o les barraques de vinya. El Museu forma part de la Xarxa de Museus Locals de la Diputació de Barcelona i el 8 de març de 1999 va ser inscrit al Registre de Museus de Catalunya, gestionat per la Junta de Museus de Catalunya.
El Museu s'ubica a un edifici de finals del s- XIX. Concretament de 1869. Es tracta d'un edifici que va ser construït per ampliar una habitatge anterior existent (Can Pau Margarit). L'any 1915, l'Ajuntament el va adquirir per encabir-hi la seu, que ho fou fins a l'any 1965. Quan va quedar buit l'edifici va servir de dispensari i en el pis de sobre hi van viure alguns mestres de les escoles del poble. L'any 1985 va ser inaugurat com a Museu de la Pagesia.
Es tracta d'un edifici de planta trapezoïdal de planta baixa i dos pisos. La planta baixa està parcialment coberta per una volta de canó i la primera té bigues de fusta i voltes de maó que reposen sobre bigues de fusta, llates i un encadellat.

## Història
El 28 de juliol de 1985, s'inaugurava el Museu de la Pagesia de Castellbisbal. La història, però, havia començat uns anys enrere. L'any 1979, els germans Mateu (Josep, Mateu i Ricard) veient la ràpida transformació que Castellbisbal havia sofert en la seva activitat econòmica passant en poc temps de la pagesia a la indústria, decidien fundar un museu que reflectís el passat agrícola de Castellbisbal. Per això van demanar als veïns que donessin al futur museu les eines i estris de caràcter agrícola que guardaven i ja no es feien servir. Així, els dies 20, 21 i 22 de gener de 1980, per la Festa Major de Sant Vicenç d'Osca, i amb la col·laboració d'altres veïns, realitzaven a la Biblioteca Mossèn Cinto Verdaguer una primera exposició d'eines agrícoles.Presentant-ne 160 de les més de 400 que ja s'havien recollit. Aquell mateix any, mentre els impulsors buscaven un edifici perquè fos la seu del Museu, decidiren que el propietari havia de ser l'Ajuntament de Castellbisbal, com a representant de tots els veïns del poble.Finalment, aquell mateix 1980, el consistori decidia que l'antic edifici de la casa de la vila, al carrer Pi i Margall, es convertís en la seu del Museu de la Pagesia. Les obres per remodelar l'edifici van durar i la feina de restauració de les peces van durar fins a l'any 1985.
L'any 2003, l'Ajuntament, aprofitant que s'havien de fer obres al Museu per adequar-lo a la normativa vigent va decidir reformar de manera profunda el Museu i, per aquesta raó, va restar tancat fins al gener de l'any 2006 en què va tornar a obrir les portes amb un relat museològic i una museografia més moderns.
L'any 2013, dins el marc de les actuacions que es van desenvolupar en el programa 2013, Any del Patrimoni de Castellbisbal, les dues petites sales que l'any 2006 van ser destinades com a espais audiovisuals, varen res reconvertides en sales per a exposicions temporals de petit format.
La col·lecció permanent del Museu és formada, pràcticament en la seva totalitat per objectes donats per veïns i veïnes de Castellbisbal (que encara avui segueixen fent donacions). Actualment, entre les peces exposades i el fons del magatzem hi ha més de 2.700 peces. La col·lecció es distribueix per les tres plantes del Museu i configura un relat expositiu sobre la vida a pagès i les feines agrícoles.